# Kombava
Kombava (znanstveno ime Citrus x hystrix) je agrum iz rodu Citrus (družina Rutaceae). Njen izvor še ni bil natančno ugotovljen. Nekateri izvedenci menijo, da gre za križanje med citrono in limeto, drugi trdijo, da je rezultat mutacije na limeti.

## Opis
Kombava je manjše drevo z gostim vejevjem. Rastlina se povsem razlikuje od ostalih citrusov predvsem po listih, ki so suličasti, veliki do 10-12 cm, zelo bodeči in stisnjeni na polovici, tako da vsak izgleda kot dva zaporedna lista. Cvetovi so močno dišeči. Plod meri največ 4 cm v premeru in pri peclju je potegnjen navzven podobno kot figa. Olupek je temno zelen, zelo hrapav in z neenakomernimi izboklinami. Okus je silno kisel in zaradi tega je sadež kot tak neužiten.

## Kombava kot križanec
Do nedavnega je rod Citrus zajemal enajst vrst, pred kratkim pa so strokovnjaki določili, da so izvirni citrusi le trije: mandarina (Citrus reticulata), pomelo (Citrus maxima) in citrona (Citrus medica). 
Med križane citruse so tako všteli vse ostale vrste: pomaranča, limona, grenivka, klementina, bergamot, kinoto, kumkvat, kombava in limeta. Prav tako bi naj vse vrste fortunelle bile le križanja ene same vrste kumkvata.
Ta klasifikacija sicer ni še splošno sprejeta, a že sedaj veliko večino citrusov strokovno zapisujejo z vmesnim znakom križca ali enostavno z »x«, kar pomeni, da gre za križanje, torej hibrid. Čeprav se lahko zdi čudno, da sta tako vsesplošno znana sadeža, kot sta pomaranča ali limona, le hibrida, ne moremo prezreti osnovnih podatkov o njegovem gojenju. Strokovno ga je treba prišteti med umetno pridobljene rastline.
Čeprav je rod citrusov sedaj sestavljen samo iz treh vrst, poznamo namreč med agrumi veliko število naravnih odstopanj in nepravilnosti, bodisi v cvetju, bodisi predvsem v sadežih, zaradi česar se dajo dobiti širom po svetu zelo raznoliki primerki. Razen tega so agronomi razvili nešteto hibridov, ki večkrat nimajo stalnih in ponovljivih lastnosti, zato so nekatere vrste na trgu le za določeno dobo. To povzroča težave pri klasifikaciji agrumov. Omeniti je treba tudi dedne spremembe, ki so pri agrumih zelo pogostne. Gre za mutacijo v poganjkih, ki se včasih pojavi iz neznanih razlogov. Na veji se rodi poganjek, iz katerega zraste veja z nekoliko različnimi lastnostmi od ostalega drevesa. Če se ta vejica uporabi kot potaknjenec, zraste drevo s temi različnimi lastnostmi. Velikokrat  so te nove lastnosti nezaželene, zato se spremembo ne želi ohranjati in se mutirana vejica enostavno odstrani. Včasih je pa sprememba toliko zanimiva, da jo agronomi gojijo dalje in tako dobijo novi križanec.

## Izvor in poimenovanje
Kombava je doma v Indiji in jugovzhodni Aziji. Uspeva na Tajskem, v Vietnamu, Laosu, Kambodži, pa tudi po vsej Indoneziji in Maleziji ter na Reunionu in Madagaskarju.
Latinsko ime poudarja količino bodic in trnov te rastline, saj je hystrix ime za ježa. Ni pa znano, odkod prihajajo današnja imena rastline. V angleščini jo splošno poznajo kot kaffir lime, a nihče ne zna povedati, zakaj se tako imenuje. Nekateri povezujejo besedo z neko afriško vrsto žita (kaffir corn), na čigar zrna naj bi olupek kombave spominjal. Vsekakor The Oxford Companion to Food (ISBN 0-19-211579-0) priporoča, naj se to ime ne uporablja, ker je Kaffir (ali Kaffer) beseda arabskega izvora in pomeni krivoverca, kar je v nekaterih kulturah psovka, zato naj bi se je ne stavilo v zvezo s sadežem. Priporoča se rabo imena Makrut ali Magrood, a tudi to ime ni pojasnjeno. Enako tudi za evropske nazive kombava ali combave ali combawa, etimologija ni poznana.

## Uporaba
Kombava se ne uživa kot sveže sadje, ker je prekisla. Celo za izdelovanje napitkov se le redko uporablja. Sok pride včasih v poštev pri izdelavi raznih rumovih likerjev, po katerih sta znana Reunion in Madagaskar, kakor tudi v specialitetah kreolske kuhinje. Nekoliko več je porabi industrija za izdelavo parfumov, ker vsebujejo olupki veliko terpenov, limonen in predvsem citronelol, čigar vonj spominja na vrtnico.
Glavna uporaba kombave je pa v kulinariki, kjer se uporabljajo predvsem listi. Tudi olupki in tenka kolesca celega sadeža pridejo v poštev, in sicer v nekaterih začimbah in omakah. Listi so pa užitni kot samostojna prikuha ali kot dodatek mesnim ali ribjim jedem. Predvsem se kombavini listi uporabljajo na Tajskem, v Laosu, na otoku Bali, na Madagaskarju in na otoku Reunion.
Zanimivo je, da listi ohranijo svoje značilnosti tudi posušeni, zato se jih dobi tudi v evropskih specializiranih trgovinah. Zadnja leta so se pojavili na trgu celo zamrznjeni listi kombave, ki so šli menda zelo dobro v prodajo.
Omembe vredno je, da se v Indoneziji sok in rezine kombave prodajajo kot zdravilo pod imenom jeruk obat, kar pomeni dobesedno zdravilni sadež.